# Plážoví povaleči
Plážoví povaleči (v originále Beach Rats) je americký dramatický film z roku 2017, který režírovala Eliza Hittman podle vlastního scénáře. Světovou premiéru měl na filmovém festivalu Sundance dne 23. ledna 2017.

## Děj
Frankie je teenager žijící na předměstí Brooklynu a prožívá velmi špatné léto. Jeho otec zemře na rakovinu, s matkou se hádá. Frankie se poflakuje po pláži se svými třemi kamarády a zabíjí nudu. Sice začne vztah s dívkou Simone, tajně však online flirtuje se staršími muži, později se s nimi i schází. Vést dvojí život je pro něj však stále obtížnější.

## Obsazení
| Harris Dickinson      | Frankie |
| Kate Hodge            | Donna   |
| Madeline Weinstein    | Simone  |
| Neal Huff             | Joe     |
| Nicole Flyus          | Carla   |
| Frank Hakaj           | Nick    |
| David Ivanov          | Alexei  |
| Anton Selyaninov      | Jesse   |
| Harrison Sheehan      | Jeremy  |
| Douglas Everett Davis | Harry   |
| Erik Potempa          | Michael |